# Avenue
«Avenue» (укр. Авеню) — закритий нідерландський глянцевий щомісячний журнал. У своєму первісному вигляді він був заснований у 1965 році та закритий у 1994 році. У 2001 році видавництво VNU перезапустило журнал, який витримав лише чотири випуски.
Основною аудиторією журналу були жінки віком від 25 до 55 років. Вторинною аудиторією журналу були чоловіки цього ж вікового діапазону.

## Історія
У перші роки свого існування журнал був впливовим. Юп Сварт був головним редактором журналу, кулінарна журналістка Віна Борн, фотограф Ед ван дер Ельскен та автори Ян Кремер, Віллем Фредерік Германс і Кеес Ноотебоом робили свій внесок. У часи свого розквіту журнал продавався накладом 125 000 примірників на місяць.